# Kegham Kavafian
Kegham Kavafian oder Keğam Kavafyan (armenisch Գեղամ Գավաֆեան; * 1888 in Istanbul, Osmanisches Reich; † 30. November 1959 in der Schweiz) war ein osmanischer Architekt. Er entwarf die Konstruktionspläne des Süreyya-Opernhauses im Bezirk Kadıköy von Istanbul.

## Biografie
Kegham Kavafian wurde als Sohn von armenischer Eltern in Istanbul geboren. Er erhielt seine Grundschulbildung an der Surp-Haç-Tbrevank-Schule in Üsküdar. Er setzte seinen Bildungsweg an der Berberian-Akademie fort. Im Jahre 1910 absolvierte er die École des Ponts ParisTech in Paris.
Nachdem er nach Istanbul zurückgekehrt war, begann er damit, zahlreiche Gebäude in der Stadt zu entwerfen und zu renovieren. Auf Vorschlag des Abgeordneten von Istanbul, Süreyya İlmen, wurde Kegham Kavafian Architekt des Süreyya-Opernhauses, dessen Bau im Jahre 1927 vollendet wurde.
Das Opernhaus wird als das erste Musiktheater des anatolischen Teils von Istanbul betrachtet. Kavafian renovierte 1917 auch die beschädigte Armenische Mhitaryan-Schule im Bezirk Pangaltı von Istanbul. Er war von 1917 bis 1927 Rektor des armenischen Getronagan-Lyzeums. 1922 gründete er gemeinsam mit Schahan Berberian, Vahan Tekeyan, Hagop Oshagan und Gostan Zarian die monatlich erscheinende Kunst- und Literaturzeitschrift Partsravank („Kloster am Berg“). Kegham Kavafian starb im Alter von 71 Jahren während einer Therapie in der Schweiz.